# Cosmopterix rhyncognathosella
Cosmopterix rhyncognathosella là một loài bướm đêm thuộc họ Cosmopterigidae. Loài này có ở Nga, Trung Quốc (Tứ Xuyên, Nga Mi Sơn) và Nhật Bản.
Chiều dài cánh trước khoảng 3,8 mm.